# Зеленике
Зеленике (серб. Зеленике, хорв. Zelenike) — населенный пункт (деревня) в общине Дервента, который принадлежит энтитету Республике Сербской, Босния и Герцеговина. По результатам югославской переписи населения 1991 года в Зеленике проживало 634 человека.

## Население
В населении деревни преобладают хорваты.
| 1991                           | - | - | - | - | - | - |
| ------------------------------ | - | - | - | - | - | - |
| 634                            | - | - | - | - | - | - |
| Гистограмма динамики населения |   |   |   |   |   |   |

### Национальный состав
1991 год:
- Сербы — 14 человек (3,21 %)
- Хорваты — 411 человек (94,27 %)
- Югославы — 4 человека (0,92 %)
- Мусульмане — 0 человек (0,00 %)
- Другие — 7 человек (1,60 %)